# Денкташ, Сердар
Сердар Денкташ (тур. Serdar Denktaş) ― политический деятель Северного Кипра. Лидер Демократической партии, депутат Ассамблеи ТРСК с 1990 года, министр иностранных дел в 2014―2016 гг., вице-премьер-министр и министр финансов в 2016―2019 гг. 
Сердар Денкташ родился в 1959 году в семье Рауфа Денкташа, президента частично признанной Турецкой Республики Северного Кипра. После окончания курса книгопечатного дела в Лондонском колледже печати в Великобритании он поступил в Кардиффский университет, чтобы изучать экономику. Однако ему не удалось завершить учебу и он вернулся на Кипр. Вскоре он занял должность генерального директора Кредитного банка Кипра.       
В 1990 году на парламентских выборах Сердар Денкташ вошёл в избирательный список от Партии национального единства по мандатному округу Никосии и стал членом парламента. Позднее служил в качестве министра внутренних дел, министра по делам сельского хозяйства и окружающей среды. Он вышел из Партии национального единства в 1992 году и принял участие в формировании Демократической партии. 
На всеобщих выборах 1993 года он был переизбран на место депутата, на этот раз баллотировавшись от Демократической партии. Вошёл в состав правительства в качестве министра молодёжи и спорта. Стал лидером Демократической партии в 1996 году. Кратко занимал пост вице-премьер-министра до формирования нового коалиционного правительства. 
Был переизбран в парламент ТРСК на всеобщих выборах 1998 года. На выборах 2003 года был переизбран вновь и назначен вице-премьер-министром и министром иностранных дел, находясь на этих должностях до сентября 2006 года, когда Республиканская турецкая партия отвергла Демократическую партию в качестве партнёра по правительственной коалиции. Он также был исполняющим обязанности премьер-министра с 23 апреля 2005 года по 26 апреля 2005 года. 
Денкташ был назначен вице-премьер-министром и министром финансов 16 апреля 2016 года. Срок его полномочий в качестве заместителя премьер-министра закончился 2 февраля 2018 года. Ушёл в отставку с поста министра финансов 8 мая 2019 года.  
Говорит на турецком и английском языках. Имеет репутацию прагматичного политика и занимает более умеренные позиции в вопросе об урегулировании кипрского конфликта, чем его отец.